# Tampomas
El Tampomas és un petit i jove estratovolcà que es troba a la província de Java Occidental de l'illa de Java, Indonèsia. El volcà culmina a 1.684 msnm i la ciutat més propera és Sumedang. Està format per laves andesítiques. Es desconeix quan va tenir lloc la darrera erupció.